# James McNulty (homme politique canadien)
Pour les articles homonymes, voir James McNulty et McNulty.
James Carroll Patrick McNulty (16 août 1918-2 avril 2011) est un homme politique canadien de l'Ontario. Il est député fédéral libéral de la circonscription ontarienne de Lincoln de 1962 à 1968 et de St. Catharines de 1968 à 1972.

## Biographie
Né à Belleville en Ontario, McNulty étudie à l'université de Toronto, à l'université McMaster, au Hamilton College of Education et à l'Ottawa College of Education. Il travaille ensuite comme enseignant à St. Catharines.
McNulty entame une carrière politique en siégeant au conseil Grantham Township (en) de 1957 à 1958, au conseil comté de Lincoln (en) en 1959, comme préfet du Grantham Township en 1959 et comme conseiller municipal de St. Catharines de 1960 à 1962.
Élu député fédéral de Lincoln en 1962, il est réélu en 1963, 1965 et dans la nouvelle circonscription de St. Catharines en 1968. McNulty est défait en 1972.
De 1968 à 1970, il est secrétaire parlementaire de Bryce Mackasey, ministre du Travail.